# Всесвітній день боротьби з опустеленням і посухою

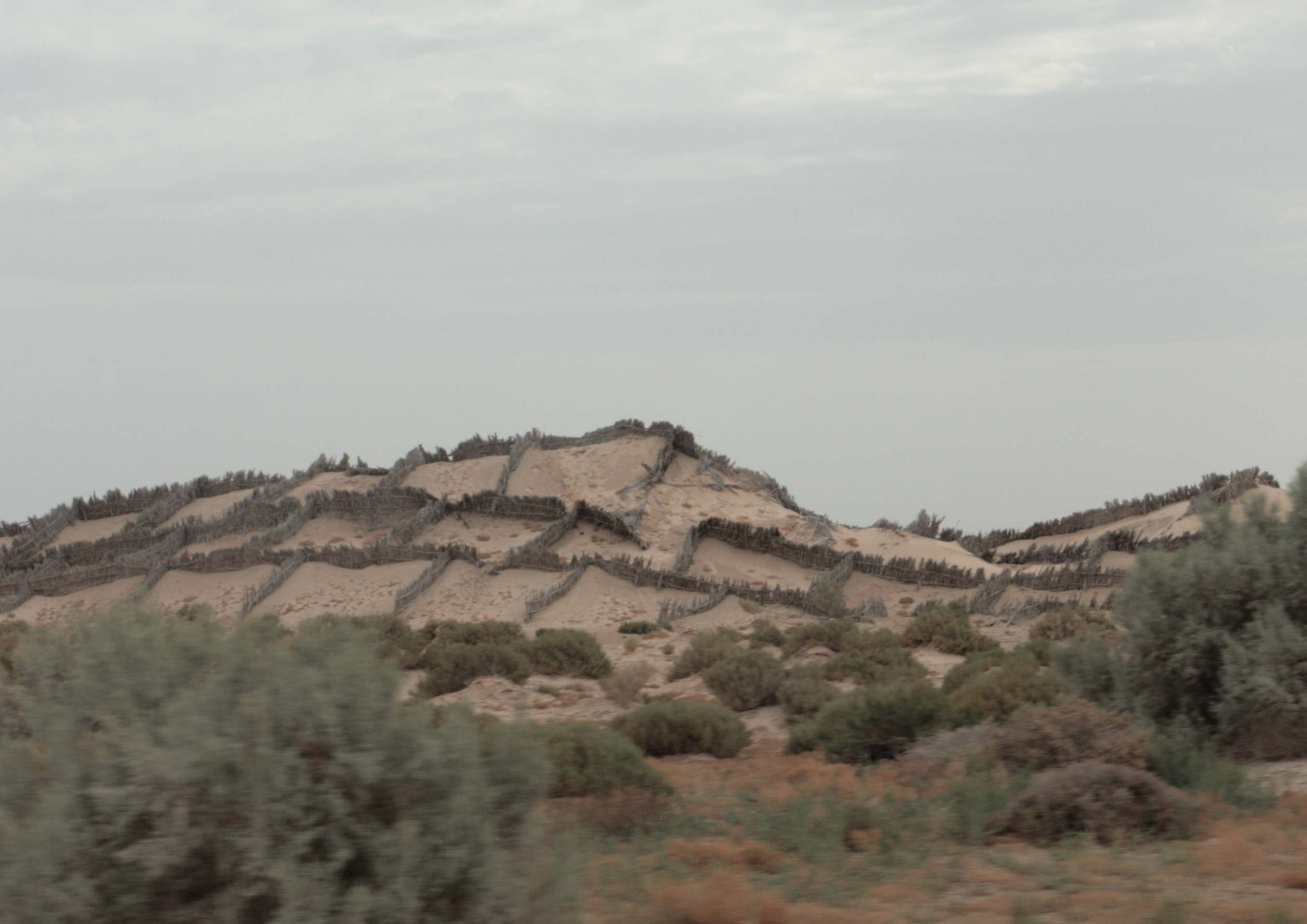
Протипіщані щити у Тунісі

Всесвітній день боротьби зі спустеленням і посухою (англ. World Day to Combat Desertification and Drought, фр. Journée mondiale de la lutte contre la désertification et la sécheresse, ісп. Día Mundial de Lucha contra la Desertificación y la Sequía) — міжнародний день ООН, що відзначається щороку 17 червня.

## Стан справ
Щорічно людство продовжує втрачати 12 мільйонів гектарів земель та 75 мільярдів тонн родючих ґрунтів, на яких можна було б отримувати 20 млн тонн зерна. Від опустелювання деградації земель та посух безпосередньо потерпає близько 1,5 млрд людей, а від нестачі води — до 40 % населення земної кулі. Щохвилини у світі деградує 10 га ґрунтів; опустелювання зазнають 23 га земель; емісія вуглецю підвищується на 6150 тонн; від голоду вмирає 16 людей, з яких 12 дітей.

Згадані проблеми є надзвичайно гострими в Україні. Водною та вітровою ерозією уражені близько 57 відсотків території країни; понад 12 відсотків земель потерпають через підтоплення.
За різними критеріями забрудненими є близько 20 відсотків українських земель. Щороку фіксується майже 23 тис. випадків зсувів. Внаслідок абразії руйнується до 60 відсотків узбережжя Азовського і Чорного морів та 41 відсоток берегової лінії дніпровських водосховищ. Більш як 150 тис. гектарів земель порушені внаслідок гірничодобувної та інших видів діяльності. Кількість підземних і поверхневих карстопроявів становить близько 27 тисяч.

## Історія дня
Проголошений 1995 року Генеральною Асамблеєю ООН (резолюція A/RES/49/115) у зв'язку з річницею від дня прийняття 1994 року Конвенції ООН по боротьбі зі спустеленням. Державам пропонувалося присвячувати цей день підвищенню інформованості про необхідність міжнародного співробітництва в боротьбі зі спустеленням і наслідками посухи й про хід здійснення Конвенції ООН по боротьбі зі спустеленням.
Щороку має певну основну тематику:
- 2019 — Виростімо майбутнє разом!
- 2018 — Земля має істинну цінність. Інвестуйте в неї.
- 2017 — Зв'язок між спустеленням і міграцією.
- 2016 — Збережемо Землю! Відновимо землі! Разом!
- 2015 — Досягнення продовольчої безпеки для всіх на основі стійких продовольчих систем.
- 2014 — Адаптація на основі екосистем.
- 2013 — Посухи та дефіцит води.
- 2012 — Здоровий ґрунт підтримує твоє життя: нейтралізуймо деградацію землі.
- 2009 — Збереження земель і води: збереження нашого спільного майбутнього
- 2008 — Боротьба з деградацією земель для забезпечення стійкого розвитку сільського господарства
- 2007 — Спустелення та зміна клімату — єдина глобальна проблема
- 2006 — Краса пустель — проблема спустелення
- 2005 — Жінки й спустелення
- 2004 — Соціальний вимір спустелення: міграція та бідність